# Els Prats de Rei
Els Prats de Rei és una vila i municipi català a la comarca de l'Anoia, però històricament pertanyent a l'Alta Segarra. La seva població és de 554 habitants (2022), que es reparteix en una extensió de 26,1 km². El municipi es troba als altiplans segarrencs de la comarca que separen els aiguavessants del Llobregat i del Segre, a la capçalera del riu Anoia.
Dins del nucli antic, hi ha el santuari de la Mare de Déu del Portal (construït entre el 1765 i el 1787), al lloc on hi havia hagut un portal de la muralla amb una capelleta on es venerava la mateixa imatge de la Mare de Déu. L'església parroquial, dedicada a santa Maria és d'estil barroc, i fou edificada entre el 1685 i el 1713.

## Etimologia
L'origen del topònim els Prats de Rei es remunta al segle x, on apareix per primer cop el topònim llatí ipsos pratos ("els prats"). No obstant, fins al segle xv el topònim oficial va ser Prats de Segarra, moment en què es va canviar a Prats de Rei. Aquest topònim, tanmateix, es canvià durant la Segona República a Prats d'Anoia, encara que poc després d'acabar la Guerra Civil i com a conseqüència la victòria del règim franquista passà a anomenar-se oficialment Prats del Rey. Quatre dècades més tard, el 1981, el topònim oficial passà a anomenar-se Els Prats de Rei, topònim actual.

## Història
Als Prats de Rei hi era situat el Municipium Sigarrense, que centrava aquest territori a l'època romana. La vella capitalitat, però, és òbvia per la relativa riquesa d'aigua del lloc.L'ocupació romana va ser continuada pel poblament medieval, i el primer document conegut és la donació del lloc a Santa Cecília de Montserrat el 945 pels comtes Sunyer i Riquilda. Sembla que aquesta donació no va tenir cap efectivitat concreta i foren els comtes de Barcelona qui continuaren senyorejant la vila i el terme, i entorn del 1070 feren consagrar una nova església com a parroquial de la població.
El 1126 el bisbe de Vic, a instàncies i amb voluntat del comte Ramon Berenguer III, de la seva muller Dolça de Provença i dels seus fills Ramon Berenguer i Berenguer Ramon, va cedir a Bermon, patriarca del Sant Sepulcre de Jerusalem, i a Guerau, prior de l'orde de canonges regulars del Sant Sepulcre, l'església de Santa Maria dels Prats i les seves sufragànies de Sant Andreu de la Manresana i de Sant Ermengol.
Alguns anys després el rei Alfons el Cast erigiria la vila reial dels Prats amb una carta de franquesa datada el 6 de desembre de 1188, per la qual se cedia a tots els qui habitessin a la vila les seves cases i horts en franc alou. Els concedí altres franqueses i en especial mercat propi cada dimecres i una fira el darrer dia de juliol. També els va prometre que la vila seria sempre de domini reial.
Així naixia la vila medieval dels Prats de Rei, que esdevingué centre d'una sotsvegueria dependent de Cervera, amb un règim de govern integrat pel sotsveguer, el batlle i quatre consellers elegits entre el poble. La vila també tenia un diputat a les Corts Catalanes.

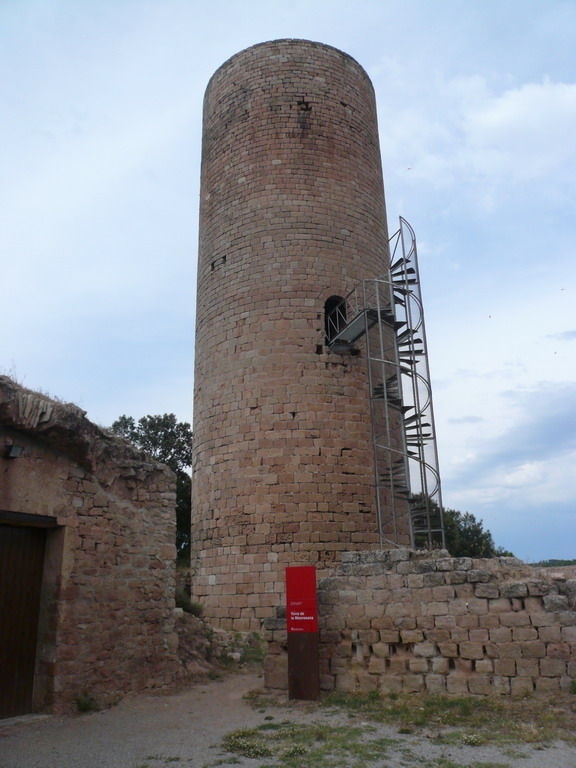
La Torre de la Manresana, documentada al 1034

Aquest règim només es veié alterat al setembre del 1390, en què el rei Joan I, contra el privilegi del 1188, va vendre's a carta de gràcia al noble Galceran de Calders, baró de Segur, la vila dels Prats amb el castell de la Manresana i els llocs de Puigdemàger, Solanelles i Sant Pere Desvim. La venda fou molt curta perquè pel desembre del mateix any els homes de Prats s'havien redimit del baró de Segur i de nou tornaren a ser lloc reial. El rei Joan, en premi, els donà un nou privilegi pel qual declarava nul·la qualsevol altra venda que fes ell o algun successor seu i va nomenar la vila dels Prats carrer i membre de Cervera, i els feu així participar de tots els privilegis i drets dels cerverins.
El 1263 es documentava a la vila un monestir de canonges del Sant Sepulcre, que s'havia establert a la capella de Sant Miquel, situada entre la vila dels Prats i la Manresana.

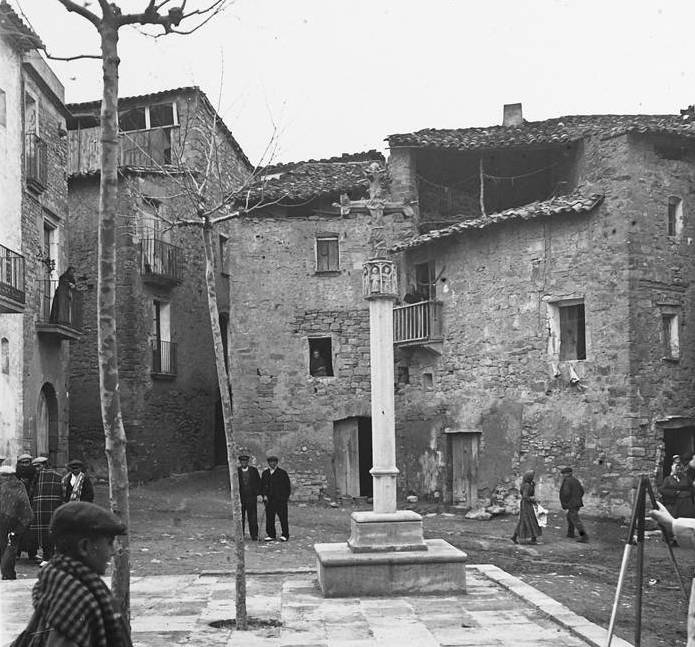
Creu de terme, davant del Santuari de la Mare de Déu del Portal, al 1913

Durant la Guerra de Successió, Guido Starhemberg prengué la decisió de replegar les seves tropes fins a l'interior de Catalunya després de la fallida presa de Madrid, car Lleida continuava sota control borbònic des de 1707 i mantenir-se a l'Aragó suposava deixar la rereguarda descoberta. Les tropes es van reagrupant i arriben als 20.000 efectius. El front es va estabilitzant i es recuperen part de l'Urgell, la Segarra i l'Anoia, i les operacions van guanyant intensitat fins a l'enfrontament de Prats de Rei, en què els aliats aguanten les posicions i l'exèrcit de Lluís Josep de Vendôme es veu obligat a recular fins a Cardona, que fou assetjada però resistí en la fortalesa.
Va tenir comunitat fins al segle xv; després fou una simple pertinença de Santa Anna de Barcelona. La seva església romànica fou arrasada durant la guerra civil i amb les seves pedres es va refer el sòcol del nou grup escolar de la vila dels Prats.
L'estiu del 2013 es van descobrir les restes d'una muralla ibèrica del segle VI a.C.,davant l'església del Portal. Corresponien a l'antiga ciutat ibèrica de Sigarra, per sota les de la ciutat romana.

## Geografia
- Llista de topònims dels Prats de Rei (Orografia: muntanyes, serres, collades, indrets..; hidrografia: rius, fonts...; edificis: cases, masies, esglésies, etc)

Els Prats de Rei és al nord de la comarca de l'Anoia, al centre de l'Alta Segarra, a l'est de l'Altiplà de la Segarra, a la riba del riu Anoia. El terreny és força pla, només accidentat al sud pel vessant nord de la Serra de Rubió. El nucli principal és format per cases al voltant de l'església de Santa Maria. A l'est de la vila també hi ha la urbanització de les Parcel·les. Al sud del municipi hi ha la Torre de la Manresana, una torre de vigilància documentada el 1034.

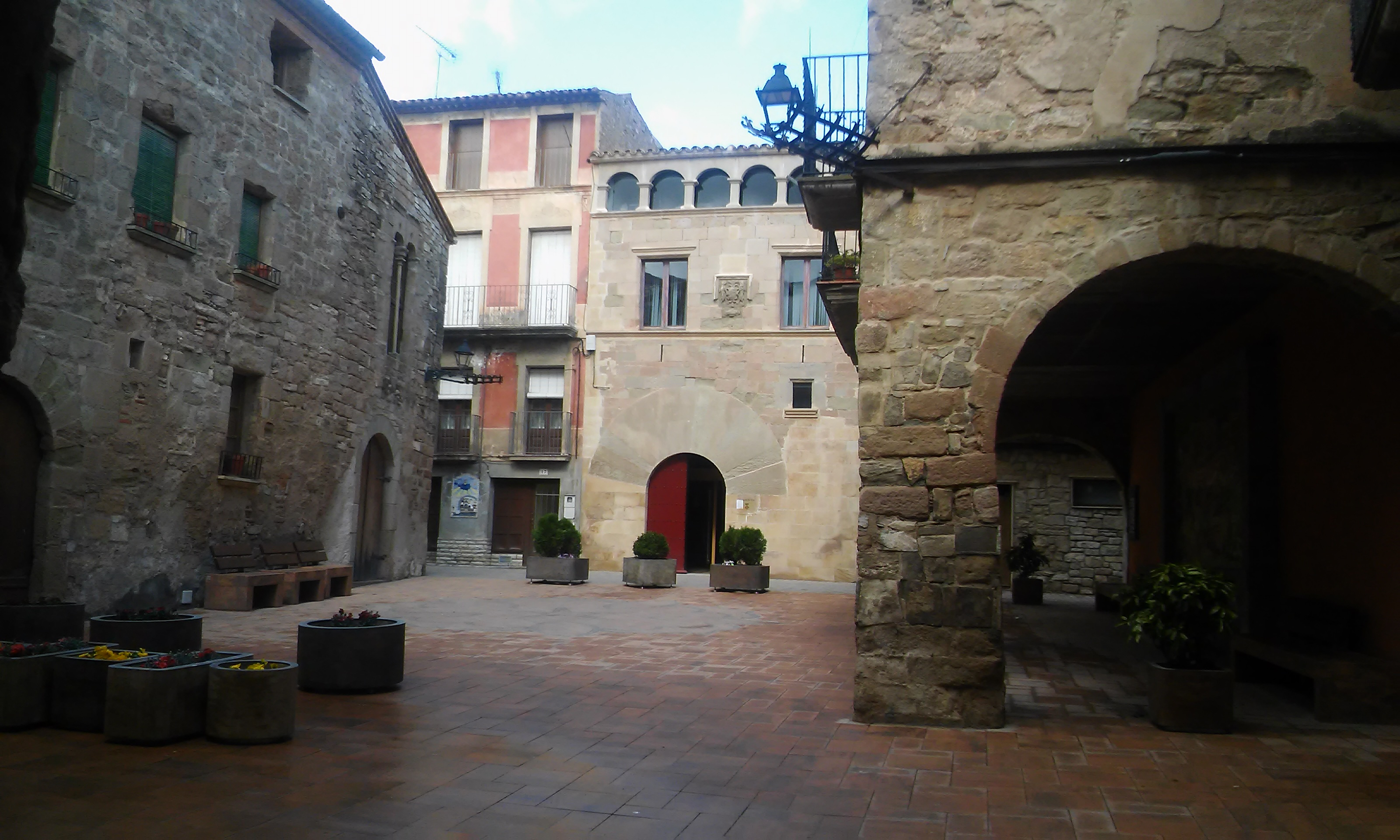
Plaça major de la vila.

El municipi és format per la vila dels Prats de Rei, situada al centre del terme, i pels nuclis urbans i poblets de la Manresana, Solanelles, Puigdemàger, el Seguers i la Quadra del Galí.
El municipi consta d'un nucli antic, on hi ha la majoria de la població, i tot de masies pels voltants, com el Mas de l'Albareda, inclosa a l'Inventari del Patrimoni Arquitectònic de Catalunya. El poble també consta de dos nuclis més; el de la Manresana i el de Solanelles.
Limita al nord amb Sant Pere Sallavinera, a l'est amb Aguilar de Segarra i Rubió, al sud amb Rubió, i a l'oest amb Calaf, Sant Martí Sesgueioles i Veciana.
| Calaf                  | Sant Pere Sallavinera | Aguilar de Segarra |
| Sant Martí Sesgueioles | Rosa dels vents       | Aguilar de Segarra |
| Veciana                | Rubió                 | Rubió              |

### Demografia
Els Prats de Rei té un total de 537 habitants, dels quals 281 són homes i 256 dones, segons dades del 2014 de l'INE. El terme municipal inclou quatre entitats de població.
| Entitat de població | Habitants (2023) |
| els Prats de Rei    | 509              |
| la Manresana        | 24               |
| Seguers             | 21               |
| Solanelles          | 4                |
| Font: Idescat       |                  |

| 1497 f | 1515 f | 1553 f | 1717 | 1787 | 1857  | 1877 | 1887  | 1900 | 1910 |
| ------ | ------ | ------ | ---- | ---- | ----- | ---- | ----- | ---- | ---- |
| 49     | 38     | 47     | 980  | 705  | 1.018 | 988  | 1.002 | 883  | 857  |

| 1920 | 1930 | 1940 | 1950 | 1960 | 1970 | 1981 | 1990 | 1992 | 1994 |
| ---- | ---- | ---- | ---- | ---- | ---- | ---- | ---- | ---- | ---- |
| 847  | 783  | 713  | 824  | 831  | 677  | 605  | 568  | 571  | 571  |

| 1996 | 1998 | 2000 | 2002 | 2004 | 2006 | 2008 | 2010 | 2012 | 2014 |
| ---- | ---- | ---- | ---- | ---- | ---- | ---- | ---- | ---- | ---- |
| 552  | 558  | 537  | 558  | 540  | 532  | 540  | 549  | 534  | 537  |

| 2016 | 2018 | 2020 | 2022 | 2024 | 2026 | 2028 | 2030 | 2032 | 2034 |
| ---- | ---- | ---- | ---- | ---- | ---- | ---- | ---- | ---- | ---- |
| 535  | 545  | 537  | 554  | 553  | -    | -    | -    | -    | -    |

### Economia

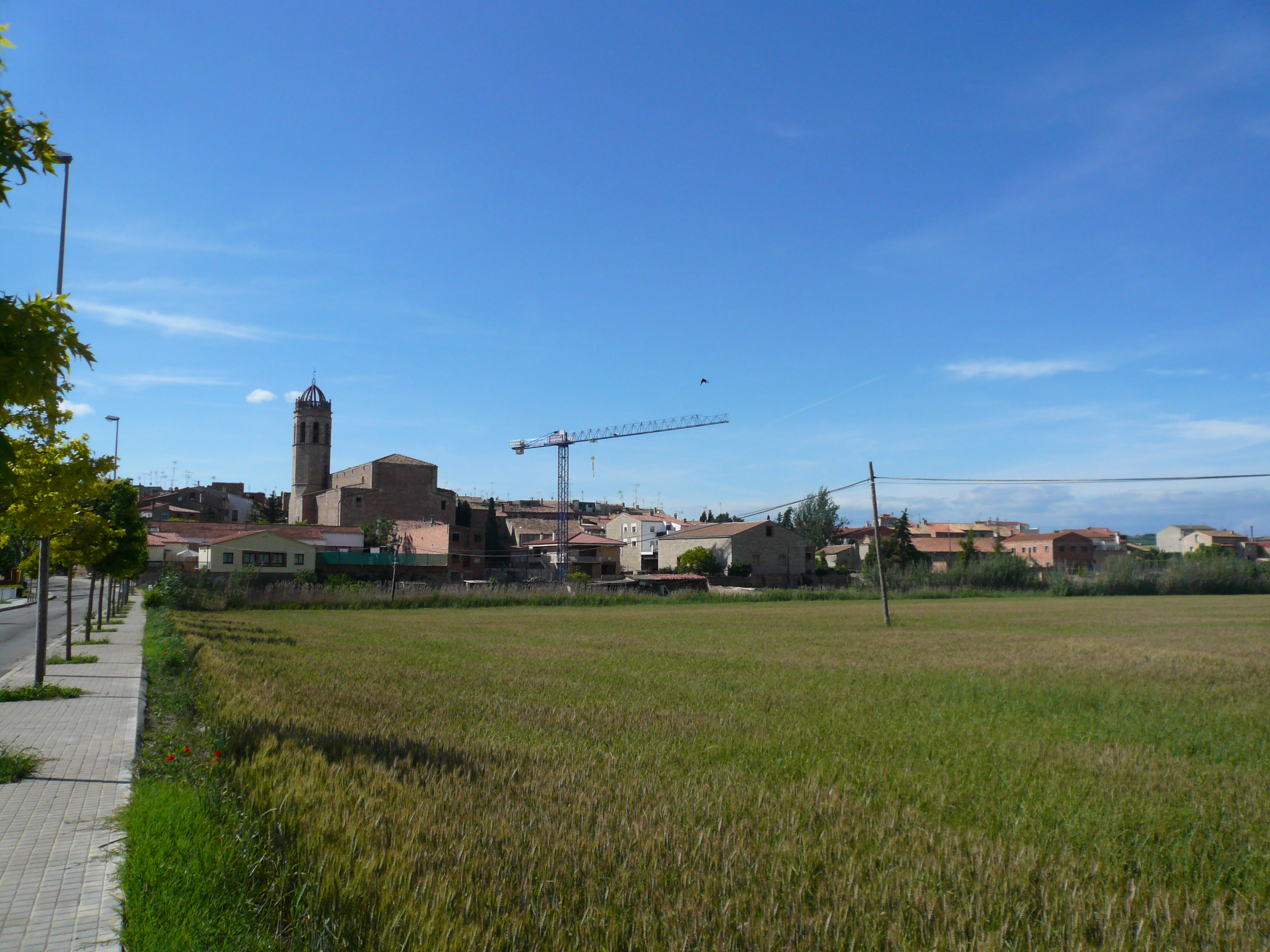
Els camps de secà ocupen el 60% del municipi.

L'economia actual està molt diversificada; ha passat d'un predomini quasi total de l'agricultura a un repartiment força significant en altres sectors industrials, comercials, de serveis, etc. A la vila hi ha petites indústries de confecció de roba, fusteria, serradora, del sector de la metal·lúrgia, farinera... En comerç hi ha hagut una davallada important en els darrers anys. S'han anat tancant botigues fins a arribar a la situació actual: tres botigues de comestibles –dues de les quals són també forns– i una gran superfície dedicada a la venda de roba. També hi ha granges de porcs i conills.

### Comunicacions
Pel poble hi passa la carretera C-1412a, que connecta Tremp amb Igualada, i a la vegada també hi inicia la carretera BV-1031 (anomenada tradicionalment Les Maioles).

### Clima
Els Prats de Rei té un clima mediterrani continental, propi de l'Altiplà de la Segarra. Els hiverns són freds, amb boira, neu i glaçades; les temperatures mínimes solen ser de sota zero. Els estius són secs i calorosos, amb temperatures que es poden enfilar per damunt de 35 °C. Quant a les precipitacions no superen els 600 mm l'any, tot i que les pluges se solen produir quan són necessàries i això fa que, malgrat ser un país de secà, les collites de cereals siguin comparativament de les més altes de Catalunya.
La temperatura mitjana anual del municipi és de 12 °C. El mes més càlid és el juliol, amb 21,3 °C de mitjana, i el més fred és el gener, amb 5,5 °C. Les precipitacions són escasses i irregulars, tot i que tots els mesos tenen una quantitat considerable de precipitacions. Aquestes poden donar-se de tots els tipus; en forma de pluja, neu, calamarsa o pedra.
| Paràmetres                | gen | feb | mar | abr  | mai  | jun  | jul  | ago  | set  | oct  | nov | des | Anual |
| Temperatures mitjanes, ºС | 5,5 | 6,4 | 8,7 | 10,8 | 14,3 | 18,3 | 21,3 | 21,2 | 18,5 | 13,8 | 9,2 | 6,1 | 12,8  |
| ------------------------- | --- | --- | --- | ---- | ---- | ---- | ---- | ---- | ---- | ---- | --- | --- | ----- |

## Política i govern
En les eleccions municipals de 2015 la participació als Prats de Rei va ser de 270 vots (60%), 5 dels quals van ser vots nuls (1,85%) i 17 en blanc (6,43%). S'escolliren un total de 7 regidors, el mateix nombre que les del 2011. L'actual alcaldessa és Maria Cristina Mas Soteras (GAP-AM), que guanyà les eleccions amb majoria absoluta.
| Candidatura | Candidatura                                       | Cap de llista              | Vots | Regidors | % vots |
| ----------- | ------------------------------------------------- | -------------------------- | ---- | -------- | ------ |
|             | Grup d'Acció per Prats - Acord Municipal (GAP-AM) | Maria Cristina Mas Soteras | 238  | 7        | 89,81% |
|             | Partit Popular                                    | Encarnación Martínez       | 10   | 0        | 3,77%  |
| Total       | Total                                             | 270                        | 270  | 7        | 100    |

| Nom dels regidors | Nom dels regidors                | Partit polític |
| ----------------- | -------------------------------- | -------------- |
|                   | Maria Cristina Mas Soteras       | GAP-AM         |
|                   | Marc Sendiu Bertran              | GAP-AM         |
|                   | Francesc Duocastella Cortadellas | GAP-AM         |
|                   | Conxita Tornavaca Lázaro         | GAP-AM         |
|                   | Toni Gallego Grau                | GAP-AM         |
|                   | Santiago Latas Fuente            | GAP-AM         |
|                   | Roser Regordosa Pons             | GAP-AM         |

### Llista d'alcaldes dels Prats de Rei
Els Prats de Rei ha tingut en època democràtica els cinc alcaldes següents: 
| Període     | Alcalde o alcaldessa             | Partit polític                                    | Data de possessió | Observacions |
| ----------- | -------------------------------- | ------------------------------------------------- | ----------------- | ------------ |
| 1979–1983   | Jaime Duch Soteras               | Independents                                      | 19/04/1979        | --           |
| 1983–1987   | Josep Font Oliva                 | Logotip de CIU                                    | 28/05/1983        | --           |
| 1987–1991   | Josep Font Oliva                 | Logotip de CIU                                    | 30/06/1987        | --           |
| 1991–1995   | Maria Bertran Bascompte          | Logotip de CIU                                    | 15/06/1991        | --           |
| 1995–1999   | Maria Bertran Bascompte          | Logotip de CIU                                    | 17/06/1995        | --           |
| 1999–2003   | Maria Bertran Bascompte          | Logotip de CIU                                    | 03/07/1999        | --           |
| 2003–2007   | Maria Bertran Bascompte          | Logotip de CIU                                    | 14/06/2003        | --           |
| 2007–2011   | Francesc Duocastella Cortadellas | Logotip de Grup d'Acció per Prats-Acord Municipal | 16/06/2007        | --           |
| 2011–2015   | Francesc Duocastella Cortadellas | Logotip de Grup d'Acció per Prats-Acord Municipal | 11/06/2011        | --           |
| 2015–2019   | Maria Cristina Mas Soteras       | Logotip de Grup d'Acció per Prats-Acord Municipal | 13/06/2015        | --           |
| 2019-2023   | Maria Cristina Mas Soteras       | Logotip de Grup d'Acció per Prats-Acord Municipal | 15/06/2019        | --           |
| Des de 2023 | Carla Casas                      | Logotip de Grup d'Acció per Prats-Acord Municipal | 17/06/2023        | --           |

## Cultura
Els Prats de Rei celebra dues festes majors. A l'hivern es fa el Pessebre Vivent, que atreu a molta gent al poble.
- El Pessebre Vivent (del 26 de desembre a l'11 de gener).
- Festa Major (13, 14, 15 i 16 d'agost)
- 2a Festa Major.

Des del 1972 es representa cada any als carrers del centre del poble el pessebre vivent, que té un acompanyament musical compost per Valentí Miserachs. A l'escena de l'adoració dels pastors s'hi incorpora la dansa dels quatre cantons, que és un ball tradicional local.
Com a monumentsd hi destaquen el:
- Museu Municipal Josep Castellà Real[10][11]
- Tomba de la Manresana
- Torre de la Manresana
- Capella de Sant Joan

## Pradencs notables
- Josep Melcior Prat i Solà (1779-1855), literat, traductor i polític liberal català, redactor del Diario de Sesiones de las Cortes de Cádiz, diputat, traductor del Nou Testament, i president de la Societat Econòmica Barcelonesa d'Amics del País, de la Reial Acadèmia de Ciències i Arts i de la Reial Acadèmia de Bones Lletres.
- Simeó Rabasa i Singla (1901–1988), empresari, fundador de l'empresa de motocicletes Rabasa-Derbi.